# Yannick Bisson
Yannick Bisson (Montreal, 16 mei 1969) is een Canadees acteur. In België en Nederland is Bisson vooral bekend voor zijn rollen als William Murdoch in Murdoch Mysteries en als Jack Hudson in Sue Thomas: F.B.Eye.